# Mamma Pluto
Mamma Pluto (engelska: Mother Pluto) är en amerikansk animerad kortfilm från 1936. Filmen ingår i Silly Symphonies-serien.

## Handling
En höna lägger sina ägg i Plutos hundkoja. När hon sedan går ut kommer Pluto hem och kläcker äggen av misstag, varpå kycklingarna tror att han är deras mamma och vill inte lämna honom i första taget.
Hönan upptäcker detta och försöker ta tillbaka kycklingarna. När hon inte själv lyckas tar hon med sig tuppen i tron om att han kommer att vinna slagsmålet mellan honom och Pluto.
Det blir dock Pluto som vinner över tuppen och han går ledsamt hem till sin hundkoja då han tror att kycklingarna är borta. I själva verket har de gömt sig i hundkojan och när han hittar dem blir han glad igen.

## Om filmen
Filmen hade svensk premiär den 20 september 1937 och visades på biografen Spegeln i Stockholm.

## Rollista
- Pinto Colvig – Pluto
- Purv Pullen – kycklingar
- Florence Gill – hönan
- Jayne Shadduck – tuppen[4]